# Lygodactylus fritzi
Lygodactylus fritzi — вид геконоподібних ящірок родини геконових (Gekkonidae). Ендемік Мадагаскару. Описаний у 2022 році. 

## Поширення і екологія
Lygodactylus fritzi відомі з двох місцевостей, розташованих в регіоні Атсінанана на східному узбережжі острова Мадагаскар.